# Kościół św. Wawrzyńca w Jastrzębiu
Kościół św. Wawrzyńca – rzymskokatolicki kościół filialny w Jastrzębiu koło Namysłowa. Świątynia należy do parafii Wniebowzięcia Najświętszej Maryi Panny w Biestrzykowicach, w dekanacie Namysłów zachód, archidiecezji wrocławskiej. Dnia 4 lutego 1966 roku, pod numerem 1104/66 kościół został wpisany do rejestru zabytków województwa opolskiego.

## Historia kościoła
Początkowo w miejscu, gdzie znajduje się obecna świątynia, wybudowany był kościół drewniany, którego pochodzenie datowane było na 1353 rok. W 1826 roku został wybudowany kościół murowany, otynkowany. W 1904 roku został rozbudowany. W wyposażeniu wnętrza kościoła cennym elementem jest pochodzący z 1720 roku barokowy ołtarz główny oraz pochodzący z XV wieku późnogotycki tryptyk, znajdujący się na ołtarzu bocznym.